# 假管藻属
假管藻属（学名：Pseudosolenia）为根管藻科的一个属。

## 下属物种
- 距端假管藻 Pseudosolenia calcar-avis (Schultze) Sundstrm，1986